# جيوفري كولينز
جيوفري كولينز (16 مايو 1909 في المملكة المتحدة - 7 أغسطس 1968) (بالإنجليزية: Geoffrey Collins)‏ هو لاعب كريكت بريطاني (وحمل سابقاً جنسية المملكة المتحدة لبريطانيا العظمى وأيرلندا).

## وصلات خارجية
- جيوفري كولينز على موقع إي آس بي آن كريك إنفو (الإنجليزية)